# Dioscorea asperula
Dioscorea asperula är en enhjärtbladig växtart som beskrevs av Pedralli. Dioscorea asperula ingår i släktet Dioscorea och familjen Dioscoreaceae. Inga underarter finns listade i Catalogue of Life.